# King and Queen Court House
King and Queen Court House es un lugar designado por el censo situado en el condado de King and Queen, Virginia  (Estados Unidos). Según el censo de 2010 tenía una población de 85 habitantes.

## Demografía
Según el censo de 2010, King and Queen Court House tenía una población en la que el 57,6% eran blancos; el 41,2% afroamericanos; el 0,0% eran indios americanos y nativos de Alaska; el 0,0% eran asiáticos; el 0,0% hawaianos y otros isleños del Pacífico; el 0,0% de otra raza, y el 1,2% a partir de dos o más razas. El 0,0% del total de la población eran hispanos o latinos de cualquier raza.